# 椎野卡洛琳娜
椎野卡洛琳娜（日语：／ Shiino Karorina，1997年8月24日— ），乌克兰裔日本模特儿，2024年日本小姐选美冠军，但放棄領獎。

## 早年生活
椎野卡洛琳娜出生于乌克兰西部城市捷尔诺波尔，5岁时其母嫁给一位日本人，举家搬到日本名古屋生活。椎野虽然认为自己在语言和思想上是日本人，但成长过程中经常要忍受外界议论她与众不同的相貌。担任模特儿期间，椎野获得不同比赛的冠军。

## 日本小姐冠军
2024年1月，椎野获得2024年日本小姐选美冠军，成为第一位获得日本小姐殊荣的日本归化公民。活动评委被椎野的自信心吸引，主办方表示她之所以获得冠军，是因为她勤劳谦逊，有着时刻为他人着想的强烈意识。椎野的胜出激起了有关“日本人”和日本人口转变的辩论。赢得选美比赛后，椎野表示自己很感谢大家接纳她是日本人：“希望我能为构筑一个尊重多样性、不以貌取人的社会贡献一份力量。”
2024年2月1日，雜誌《週刊文春》報道椎野和男性醫生的婚外情。日本小姐事務局當初否認有關報道的內容，但最終承認椎野明知醫生已婚卻在交往。2月5日，日本小姐事務局宣佈椎野拒絕日本小姐2024獲獎，並提出與演藝事務所解除合同之申請。日本小姐事務局取消日本小姐2024的領獎，同年頭銜從缺，宣佈她和演藝事務所的合同解除了。 椎野在Instagram上向醫生的妻子和家人、日本小姐相關人員和支持的粉絲道歉。

## 个人生活
椎野于2022年归化日本公民。为躲避俄罗斯入侵乌克兰的战火，椎野的外婆于2022年春也逃难到日本。